# Torrejón el Rubio
Torrejón el Rubio es un municipio y localidad española de la provincia de Cáceres, en la comunidad autónoma de Extremadura. El término municipal, perteneciente al partido judicial de Plasencia y a la mancomunidad de los Riberos del Tajo, tiene una población de 535 habitantes (INE 2024).

## Geografía
Se ubica aproximadamente en el centro del cuadrilátero que forman Plasencia, Navalmoral de la Mata, Trujillo y Cáceres. Torrejón el Rubio limita con:
| Noroeste: Serrejón y Casas de Miravete | Norte: Toril  |                 |
| Oeste: Serradilla                      |               | Este: Jaraicejo |
| Suroeste: Monroy                       | Sur: Trujillo |                 |

La parte más septentrional de su término está incluida en el parque nacional de Monfragüe y pertenecen a este municipio algunos de los lugares más conocidos de dicho espacio natural, como el castillo de Monfragüe, el Abrigo del Castillo de Monfragüe, en el que se conserva Arte Rupestre Prehistórico, la Fuente del Francés o el mirador del Salto del Gitano.

## Historia

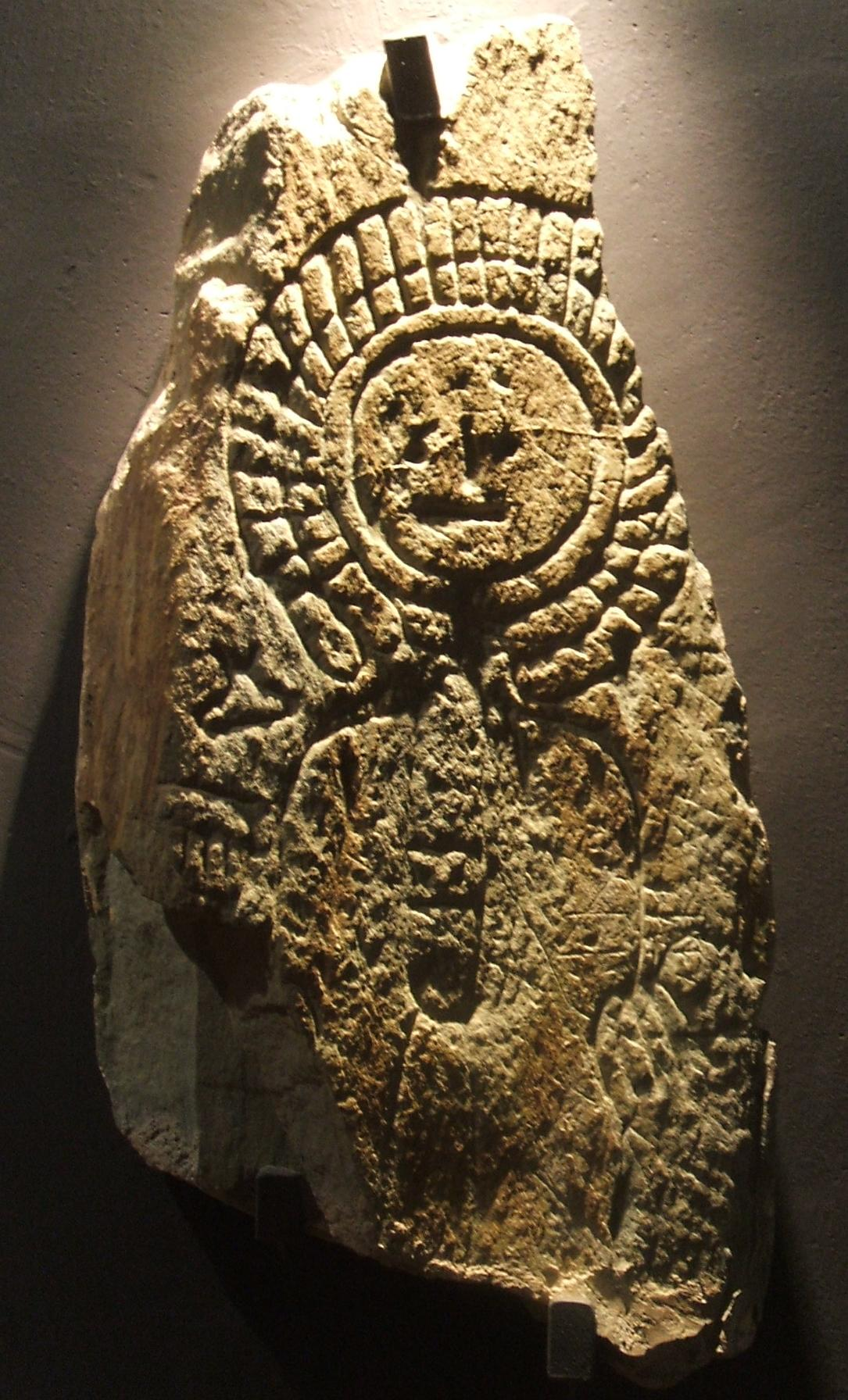
Estela diademada de Torrejón el Rubio III

Ya desde el Paleolítico Superior existió ocupaciones del territorio prehistórico en los terrenos que hoy coinciden con el término municipal de Torrejón el Rubio. De esa ocupación prehistórica, muy importante desde el neolítico hasta la Edad del Hierro, existen numerosos abrigos que conservan en su interior Arte Rupestre Prehistórico, hasta un total de 19 estaciones. Sin duda la más interesante y visitable es la del Abrigo del Castillo de Monfragüe, incluida en el Itinerario Cultural Europeo "Caminos del Arte Rupestre Prehistórico" CARP. De la Edad del Bronce también se han encontrado 5 Estelas del Suroeste, muy interesante, que se tratan de grandes piedras de pizarra grabadas con elementos de prestigio. En el centro de interpretación del Arte Rupestre de Monfragüe, enclavado en el Centro Sur de Visitantes situado en la localidad, se pueden observar las magníficas réplicas de los cinco ejemplares. 
Además, de la poblaciones existentes en el entorno del Castillo de Monfragüe, ya de origen Calcolítico, en la Edad del Hierro se construye un gran poblado en el sur del municipio, junto al Río Almonte, conocido como la Villeta de la Burra, que conserva parte de su perímetro amurallado. 
Uno de los elementos más reconocibles del término municipal es el Castillo de Monfragüe, quien será protagonista de la vida de la zona durante varios siglos durante el periodo medieval, especialmente interesante en la época de su reconquista, a final del siglo XII. También en ese siglo se encuentra datada la Virgen del Monfragüe, que se halla en la ermita del mismo nombre junto a la torre del Homenaje del citado Castillo. 
La actual población de Torrejón el Rubio fue edificada a finales del siglo XIII. En referencia a la autoría de su poblamiento, las crónicas nombran a un tal Pedro Ruvio, hidalgo castellano que se estableció en la zona del pueblo llamada "El Huerto de la Cava", donde había un pequeño torreón y en el cual Pedro se estableció junto a su familia.

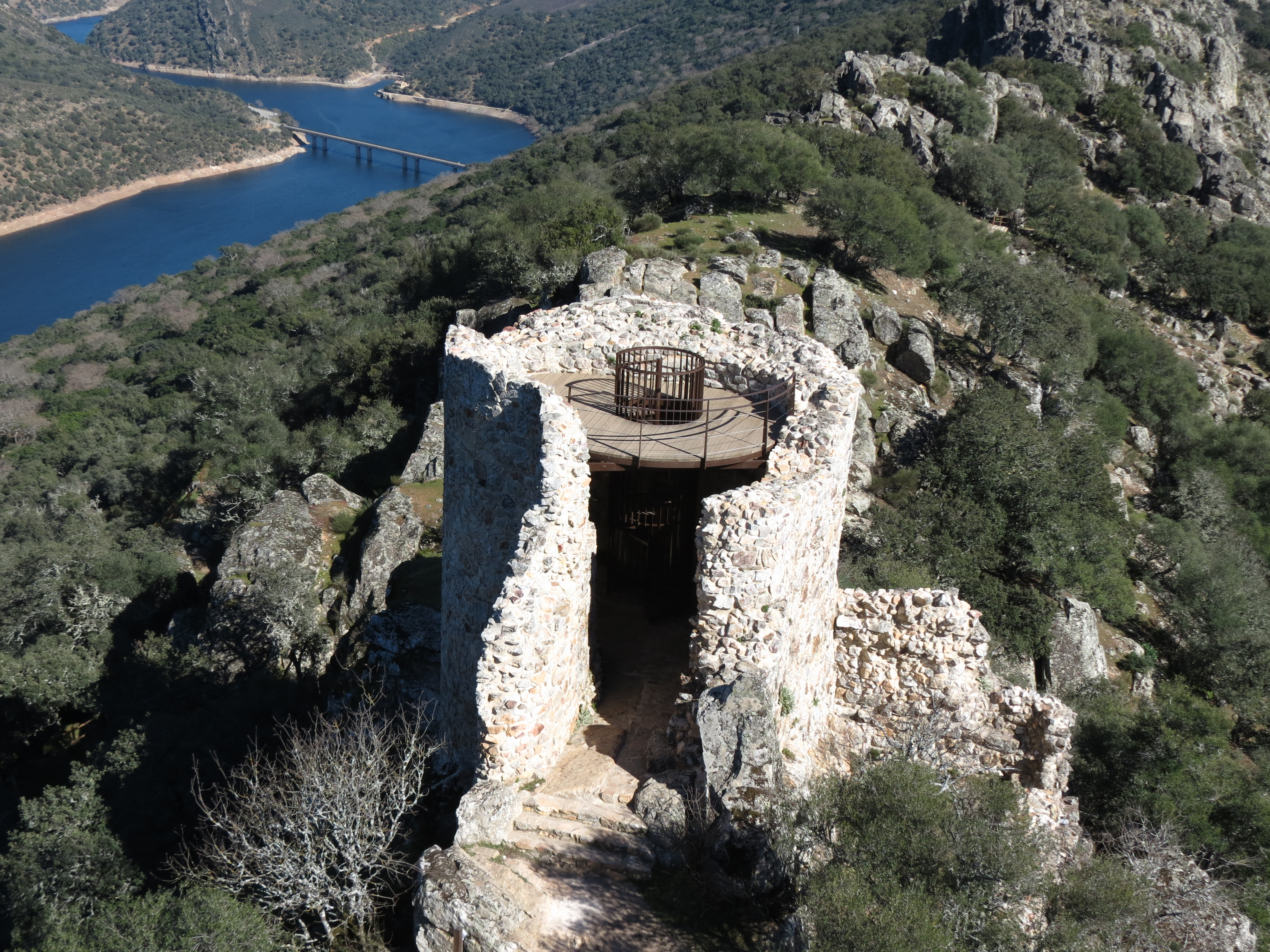
Torre en el castillo de Monfragüe

En el último tercio del siglo XV, Torrejón el Rubio comenzó a formar parte del señorío del mismo nombre que fue otorgado a Francisco de Carvajal y Sande. De esta época son sus principales edificios históricos, la iglesia de San Miguel Arcángel y la casa-fuerte palacio de los Condes de Torrejón. 
En esa época el pueblo fue adquiriendo una función de posada, para dar descanso a los transeúntes o pastores que iban de Plasencia a Truxillo y viceversa, teniendo en cuenta que por la localidad pasaba una importante vía de comunicación que utilizaba el recién construido Puente del Cardenal para el tránsito desde las Andalucías a las Castillas. 
A la caída del Antiguo Régimen la localidad se constituye en municipio constitucional en la región de Extremadura, conocido entonces como Torrejón el Rubio y Corchuelas. Desde 1834 quedó integrado en el partido judicial de Plasencia. En el censo de 1842 contaba con 100 hogares y 548 vecinos.
En octubre de 1965, el Salto de Torrejón el Rubio sufrió el desastre de Torrejón, el mayor accidente laboral de Extremadura y tercero hidráulico en España del siglo XX, en la construcción de la presa en la confluencia de los ríos Tajo y Tiétar realizado por la empresa Agroman para Hidroeléctrica Española. Oficialmente hubo 54 víctimas, pero todavía actualmente se desconoce con exactitud el número de fallecidos. La presa entró en funcionamiento en 1967 pero nunca se inauguró oficialmente.
Torrejón el Rubio es una localidad con amplia oferta turística, embullida en el eje sur del parque nacional de Monfragüe.

## Demografía
Torrejón el Rubio cuenta con una población de 535 habitantes (INE 2024).
| Gráfica de evolución demográfica de Torrejón el Rubio entre 1842 y 2021 |
| |
| Población de derecho según los censos de población del INE Población de hecho según los censos de población del INEEn este censo se denominaba Torrejón el Rubio y Corchuelas: 1842. |

## Administración y política
| Partidos políticos en el Ayuntamiento de Torrejón el Rubio (2023-2027) |            |
| Partido político                                                       | Concejales |
| Partido Socialista Obrero Español (PSOE)                               | 2          |
| Partido Popular-Extremadura Unida (PP-EU)                              | 3          |
| Actúa (PACT)                                                           | 2          |

## Economía

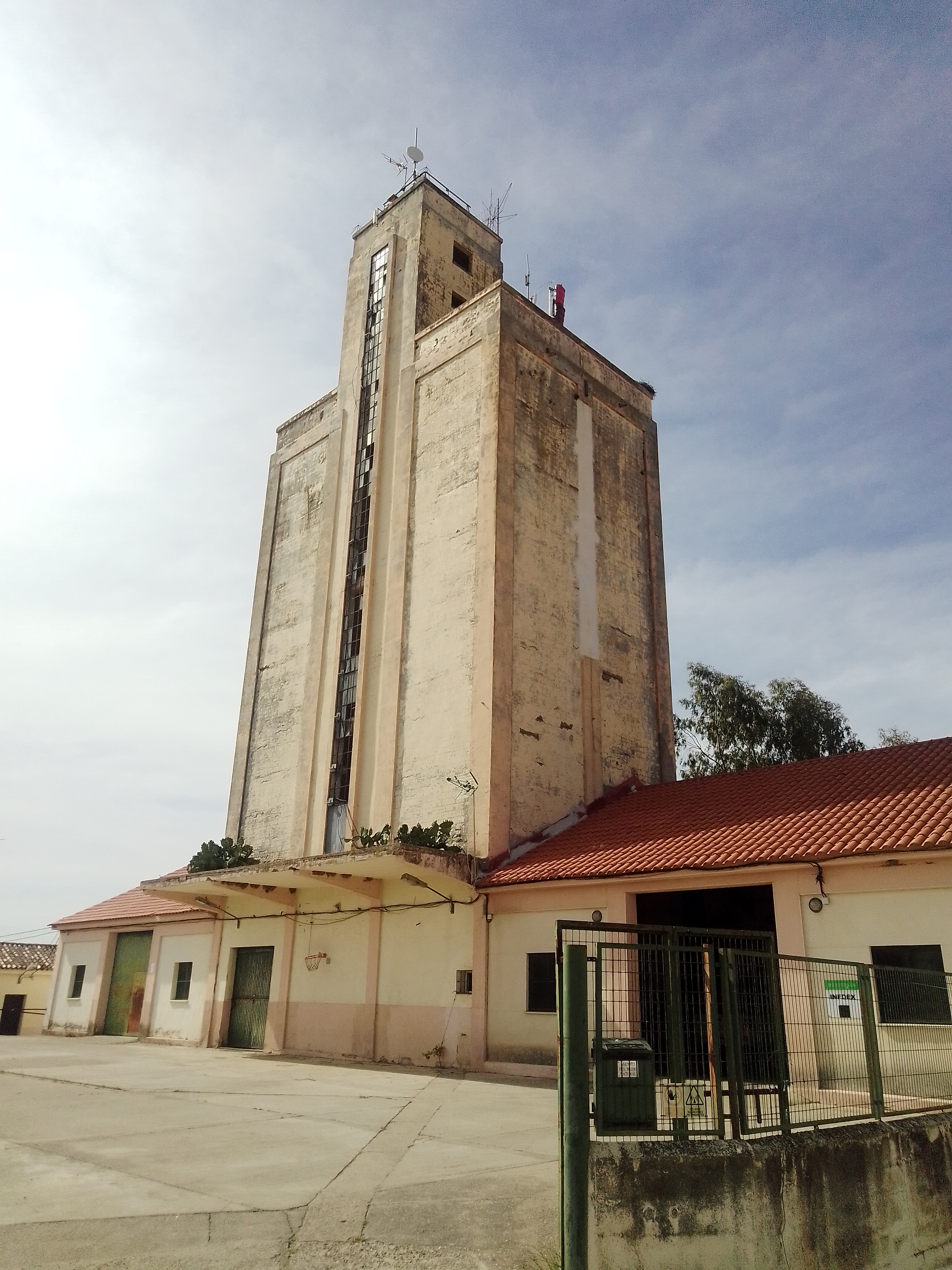
Silo de Torrejón el Rubio

Su economía ha sido históricamente agropecuaria, con una principal preponderancia del sector ganadero y con unas formas de explotación de carácter extensiva. Además la importancia del ganado ovino, en su mayoría; aunque también cabe destacar caprino y porcino con menor relevancia.
Por otro lado, la introducción a cuentagotas de innovaciones técnicas en la agricultura y ganadería, como la escasez de maquinaria y un tradicional método de trabajo; unido todo ello a la mayoritaria expansión de los latifundios por toda Extremadura han sido un freno evidente para la expansión económica de la localidad.
La estructura económica no ha cambiado visiblemente, pero con claras muestras de prosperidad favorecido en parte por la introducción del sector turístico rural que ha permitido que la estructura de la población activa haya cambiado, no al ritmo de la media nacional, pero iniciando una tendencia cada vez mayor hacia el sector servicios.
Por último, las subvenciones y ayudas procecentes del fondo FEDER para desarrollo rural ha provisto de una red importante de equipamientos tanto en forma de comunicaciones, como de obras públicas, que han permitido a la localidad alcanzar ciertos grados de progreso.
En esta localidad se encuentra el Centro de Educación Ambiental La Dehesa, perteneciente a la Fundación Global Nature.

## Cultura

### Patrimonio material
La iglesia de San Miguel Arcángel es un monumento religioso situado en la plaza de España de la localidad. La iglesia, dedicada a San Miguel Arcángel, es un edificio de gran valor histórico y arquitectónico en la localidad. Pertenece a la archidiócesis de Mérida-Badajoz, diócesis de Plasencia, arciprestazgo de Mirabel.Su construcción se remonta al siglo XVI, aunque ha experimentado modificaciones y reparaciones de mantenimiento a lo largo de los años pero siempre manteniendo su posición original. El edificio combina elementos arquitectónicos de estilo gótico tardío y renacentista. La fachada presenta una portada principal de estilo renacentista con elementos decorativos típicos de la época. En el interior, la iglesia alberga una serie de altares y retablos de interés artístico, algunos de los cuales datan de los siglos XVII y XVIII. También se pueden encontrar obras de arte religioso y esculturas que forman parte del patrimonio cultural de la localidad. La iglesia de San Miguel Arcángel es un importante centro religioso para la comunidad local, y en ella se celebran ceremonias religiosas y festividades tradicionales. Además de su significado religioso, la iglesia es un atractivo para los amantes de la arquitectura histórica y para aquellos interesados en explorar el patrimonio cultural de la región.
El puente viejo ubicado en el " Arroyo La Vid " y de una desconocida fecha de construcción es muy famoso por su encanto natural o por su ruta de senderismo que transcurre por este. El puente tiene una fecha de construcción desconocida, pero bien es cierto que existen versiones las cuales afirman que su construcción fue en los siglos XVIII, pero la mayoría de versiones y escrituras hablan de este puente como construido en la época de los romanos o así lo representaban los romanos en un antiguo mapa encontrado. La estructura del puente cuenta con seis ojos, todos de medio punto y siendo el más grande el central. Este puente fue utilizado hace años atrás como el antiguo Camino Real de la Andalucía a Las Castillas, lo que es el actual cordel auxiliar de la Cañada Real Trujillana.

Enclavado en la solana de la sierra de las Corchuelas, el Abrigo del Castillo de Monfragüe es uno de los 112 abrigos de arte rupestre prehistórico del parque nacional y la Reserva de la Biosfera de Monfragüe. En él existen representaciones pictóricas desde el Epipaleolítico (8000 a. C.-7000 a C.) hasta la Edad del Hierro (500 a. C.), lo que supone que además del Epipaleolítico y el Hierro, hay representaciones realizadas en el Neolítico, el Calcolítico y la Edad del Bronce. Es el único abrigo visitable dentro del parque nacional de Monfragüe y está incluido, junto al centro de interpretación del Arte Rupestre, en el Itinerario Cultural Europeo de Caminos del Arte Rupestre.

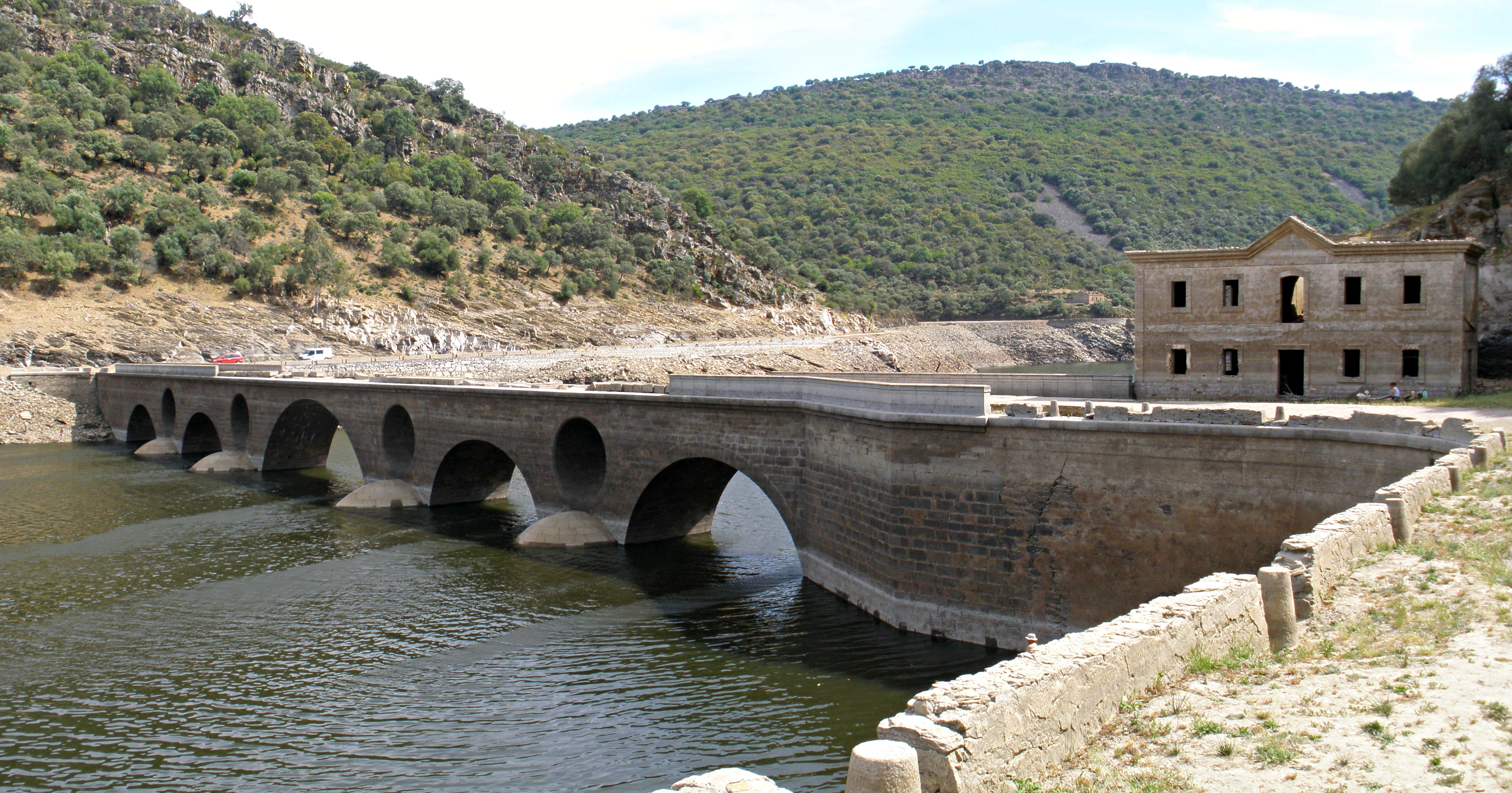
Puente del Cardenal en el parque nacional de Monfragüe, en el límite municipal entre Torrejón el Rubio y Serradilla.

Destaca por su patrimonio natural, ya que el norte de su término forma parte del parque nacional de Monfragüe. En el patrimonio histórico, las construcciones más destacables son las siguientes:
- Castillo de Monfragüe
- Ermita de Monfragüe.[14]
- Pinturas rupestres de Monfragüe, de las cuales en el término de Torrejón se encuentran 19,[15] siendo las únicas visitables las del Abrigo del Castillo de Monfragüe.[16]
- Piedras estelas del suroeste.[17]
- Villeta de la Burra, castro prerromano.[18]
- Puentes Viejo,[19] del Cardenal,[20] y de la Barquilla-Almonte.[21]
- Casa fuerte-Palacio de los Señores de Torrejón (siglo XV) / Hospital del Conde (siglo XVI).[22]

### Centro Sur de Visitantes de Monfragüe
Desde el año 2014 desde el municipio se ha realizado un importante esfuerzo en la generación de atractivos turísticos en la localidad, muy especialmente relacionados con la pertenencia al parque nacional y la Reserva de la Biosfera de Monfragüe. El Centro Sur de Visitantes de Monfragüe cuenta con las siguientes infraestructuras:
Oficina de Turismo. Situada en la misma EX208, en su travesía por la localidad, este punto posibilita la recepción de información antes de la visita al parque nacional o la reserva de la biosfera de Monfragüe, así como todos los puntos de interés de la Comunidad Autónoma.
Centro de interpretación de Arte Rupestre de Monfragüe. Es una infraestructura turística compuesta por cuatro chozos en los que se acerca a las 112 estaciones de Arte Rupestre que se han descubierto en la actualidad en el parque nacional y la Reserva de la Biosfera de Monfragüe. En él, además de conocer visualmente alguno de ellos, cómo hacían las pinturas y algunos aspectos más de las pinturas rupestres de la comarca, se puede ver cómo era el interior una vivienda del neolítico medio, las piedras estelas de la Edad del Bronce y un audiovisual muy gráfico sobre la vida y la pintura en la Edad del Bronce en Monfragüe.
Observatorio Astronómico de Monfragüe. Monfragüe reúne unas magníficas condiciones para la observación del cielo estrellado, tal y como certifica la acreditación de Destino Starlight concedido en el año 2016. El Observatorio cuenta con una cúpula de 4 m², 5 telescopios de diferentes características, entre ellos uno solar, además de un centro de interpretación que acerca a los aspectos claves del mundo de astronomía. Allí especialmente resulta muy gráfico un diorama del sistema solar con sus principales planetas a escala. Desde el año 2017, el Observatorio Astronómico de Monfragüe participa en programas de investigación en los que colabora con la NASA en el seguimiento de asteroides o en el programa SETI.

### Monumentos y lugares de interés
Monfragüe Birdcenter. Infraestructura especialmente diseñada para los ornitólogos y para los amantes de la naturaleza. En ella, además de información sobre aves, acerca al menos especialista a algunas de las características por las que Monfragüe realmente es un santuario para aves, muy especialmente para las rapaces. En sus paneles, se cuentan algunas de las características de aves rapaces, carroñeras, migratorias, paseriformes y aves esteparias, además de un mapa donde se pueden observar cuáles son los principales enclaves del parque nacional para ver las especies más emblemáticas.
Monfragüe, Un destino de Leyenda. Es uno de los centros de interpretación más atípico de la Reserva de la Biosfera de Monfragüe. De un modo muy gráfico, a través de paneles con grandes ilustraciones, audios dramatizados y cortometrajes protagonizados por gentes de la localidad, se aproxima al visitante a las numerosas leyendas que existen tanto en la localidad como en la Reserva de la Biosfera de Monfragüe. Por problemas técnicos, en 2023 no era posible consiultar los vídeos ni los audios.
Centro BTT Monfragüe. En él existe más de 800 km balizados con GPS, con rutas de diversas dificultad, de fáciles a muy difíciles, que además de material sobre las rutas, posibilita el alquiler de bicicletas, cascos y dispone de servicio de lavado de bicicletas y de aseo y ducha. La mayoría de los kilómetros trazados en GPS se encuentran dentro de la Reserva de la Biosfera de Monfragüe.